# 仙石永博
仙石 永博（せんごく ながひろ、1909年4月20日 - 2001年1月20日）は、日本の経営者。住友倉庫社長、会長を務めた。大阪府大阪市出身。

## 経歴
1934年に東京帝国大学法学部法科を卒業し、同年に住友倉庫に入社。1956年5月に取締役に就任し、1961年3月に常務、1966年11月に専務を経て、1970年11月には社長に就任。1976年6月に会長、1981年6月に取締役相談役を経て、1983年6月に相談役に就任。
1973年11月に藍綬褒章を受章し、1974年4月に勲三等旭日中綬章を受章。
2001年1月20日肺炎のために死去。91歳没。